# Cobla Barcelona
La Cobla Barcelona va ser una cobla fundada el 1922 i dissolta, per primer cop, el 1938. És una manifestació destacada del noucentisme musical, juntament amb l'Orquestra Pau Casals i d'altres entitats catalanes. Durant la dècada de 1920 i de 1930, va assolir un important protagonisme en la vida cultural catalana i va actuar en espais emblemàtics, com el Palau de la Música Catalana, el Gran Teatre del Liceu, el Palau de Belles Arts i el Palau Nacional de Catalunya. Estrenà obres de prominents compositors catalans, com Juli Garreta, Ricard Lamote de Grignon, Enric Morera, Francesc Pujol, Josep i Joaquim Serra, Eduard Toldrà i Amadeu Vives. També va participar en esdeveniments destacats, com en actes oficials de l'Exposició Internacional de Barcelona (1929); l'Exposició Iberoamericana de Sevilla (1929); les festes d’aniversari de la Proclamació de la República a Madrid (1932); el Concert-homenatge al President del Govern de la República al Palau Nacional de Catalunya (1932); el XIV Festival de la Societat Internacional de Música Contemporània i de la Societat Internacional de Musicologia (1936); o la inauguració del Pavelló de la República de l'Exposició Universal de París (1937).
Tingué una segona etapa, del 1945 al 1977, quan desaparegué definitivament com a cobla, per bé que continuà com a orquestra de ball fins al 1992.

## Primera etapa (1922-1938)
Els orígens de la Cobla Barcelona semblen estar lligades a la creació de dues places de tenora i una de tible que Joan Lamote de Grignon va fer a la Banda Municipal de Barcelona a començament de la dècada de 1920, places que guanyaren Albert Martí (provinent de la Principal de la Bisbal), Robert Renart i Benvingut Tapis. Aquests músics empordanesos constataren un buit a l'escenari musical barceloní de l'època, i decidiren omplir-lo amb un nova cobla "amb voluntat cambrística i simfònica" i amb la intenció de renovar la capacitat expressiva d'aquesta formació instrumental amb la incorporació de nous gèneres musicals; per aquesta raó, en els estatuts fundacionals se'n destacava la vocació concertística, en contrast amb la d'acompanyament de ballades a plaça. En els anys següent, la cobla Barcelona fou l'elegida per mostrar la potència de la música a visitants estrangers, com Richard Strauss, Ígor Stravinski, Béla Bartók, Manuel de Falla, Arthur Honegger, Darius Milhaud...
La formació fundacional la integraven el flabiolaire, i director de la cobla, Josep Gravalosa; els tibles Narcís Cla i Vilar i Benvingut Tapis; els tenores Albert Martí i Robert Renart; els trompetes Joan Tost i Pavia i Antoni Frigola; el trombó Alfred Sagols i Rubau; els fiscorns Ramon Mayans i Antoni Martori i Alom; i el contrabaixista Josep Juncà (1922-1957). Fora de Tost i de Mayans, d'Olesa de Montserrat, la resta de músics eren nats a les comarques gironines. En un segon pla, la cobla tenia l'assessorament puntual de Joan Lamote de Grignon i d'Enric Morera: «El mestre Lamote, padrí del nom de la cobla, vingué a molts assajos. Poques vegades vingué el mestre Morera», va relatar el fundador i contrabaixista, Josep Juncà. La primera actuació pública va ser al Teatre Tívoli de Barcelona el 30 de març del 1922, en una funció de la sarsuela Marina (d'Emilio Arrieta), que interpretava la Orquestra del Sindicat de Músics. En una de les escenes, la nova cobla interpretà Per tu ploro, la sardana d'en Pep Ventura.
Al cap d'un any de fundada la Barcelona, el director Josep Gravalosa plegà -juntament amb l'Alfred Sagols- per desavinences amb l'Albert Martí, representant de la cobla i un excel·lent tenora, però de caràcter difícil. El succeí en la direcció el fiscornaire i compositor Josep Serra i Bonal, i amb en Serra també s'incorporà en Pere Moner, que posteriorment també seria director de la cobla. Les friccions de l'Albert Martí i dels altres músics que també pertanyien a la Banda Municipal, amb la resta de membres de la cobla, continuaren fins que al 1929 foren despatxats de la formació. En Martí, i els instrumentistes que plegaren amb ell fundaren, aleshores, una cobla competidora, emprant també la denominació Cobla Barcelona que, per raons legals i pràctiques, deixaren en Cobla Barcelona - Albert Martí. Aquestes baixes provocaren una reorganització de la cobla original, enriquint-se aquesta amb la incorporació d'un altre excel·lent tenora i compositor, Josep Coll, que hi romangué del 1929 al 1932 i del 1945 fins al 1957 quan es va jubilar; fou en la primera etapa a la cobla que Josep Coll estrenà el 1931 i tocà habitualment la tenora metàl·lica que el distingiria. La cobla quedà aleshores constituïda per en Pere Moner, flabiolaire; Ferran Blanch i Antoni Cassi, tibles; Josep Coll i Francesc Civit, tenores; Pere Aragonès i Ramió i Josep Buscarons i Turró, trompetes; Pere Garriga i Oliver, trombó; Josep Serra i Antoni Martori, fiscorns; i Josep Juncà, contrabaix. Deslliurada de la servitud d'haver de compaginar els actes propis amb les obligacions dels membres de la Banda Municipal, i amb l'assessorament del Francesc Pujol, el nivell de la cobla no acusà gaire la pèrdua de la tenora d'Albert Martí.
A començaments dels anys 30, i davant de la irrupció del nou llenguatge musical del jazz i d'altres formes d'entreteniment, la cobla passà uns moments complicats. El juny del 1932 demanà auxili a la recreada Generalitat de Catalunya, i aquesta convocà un concurs el 1933 amb un únic participant, que atorgà a la Barcelona el títol de "Cobla Oficial de la Generalitat"; però, davant de les protestes de les cobles gironines, la Generalitat hagué de convocar a correcuita un segon concurs, a Sant Feliu de Guíxols, que elegí la Principal de la Bisbal com a -també- Cobla Oficial de la Generalitat.
Entre 1936 i 1937, la Cobla Barcelona va fer dues gires per Europa organitzades pel Comissariat de Propaganda de la Generalitat de Catalunya. La primera, que transcorregué entre l’octubre de 1936 i el gener de 1937, va recórrer França i Bèlgica. La segona, iniciada al febrer de 1937, va reunir el ballarí Joan Magrinyà, el tenor Emili Vendrell, el pianista Isidre Marvà i la Cobla Barcelona, i va recórrer França, Bèlgica, Luxemburg i Txecoslovàquia: més de dos-cents cinquanta concerts en nou mesos. La cobla va enregistrar discs, va participar en mítings polítics, va actuar en emissores radiofòniques, i va tocar en sales europees emblemàtiques, com la Salle Gaveau o la Salle Pleyel. També va participar en esdeveniments destacats, com la inauguració del Pavelló de la República de l'Exposició Internacional de París, on la sonoritat de la cobla es va mesclar amb la presentació pública del Guernika de Pablo Picasso. Al Grand Palais dels Champs Élysées de París, la cobla toca a la "Gala de la Danse" del dia 2 de juliol del 1937 davant de deu mil persones, i a la sala Pleyel, la ballarina Teresa Boronat i Fabra, establerta a la capital francesa, ballà al so de la cobla la recreació clàssica de la sardana, davant de milers d'espectadors.
Amb la cobla Barcelona debutà un joveníssim Jaume Vilà i Mèlich, i també hi tocaren el trompeta Josep Gràcia (1931-1937); els tibles Josep Llorà (1924-1929) i Pere Magret i Alsina (1931-anys 40).

## Segona etapa (1945-1977)
En la immediata postguerra, alguns músics passaren a tocar a la Cobla Moderna, perquè, de resultes de l'anterior col·laboració de la Barcelona amb el Comissariat de Propaganda de la Generalitat, fins al 1945 la cobla Barcelona no rebé autorització per a actuar. Un cop restablerta la formació, al llarg dels anys següents anà compaginant els actes en format de cobla amb els d'orquestra, on donà cabuda als cantants: el 1946, en la formació d'orquestra de jazz, la cobla incorporà una vocalista, Visitación Brosed; al 1948-1950, el cantant era Francesc Badia; al 1956 hi cantà Dodó Escolà; i al 1964 els cantants eren Joan Pons i Joan Casademunt. En les tres dècades d'aquesta segona etapa, diversos directors en portaren la batuta: Narcís Paulís substituí com a director a Josep Serra (mort el 1939); ja n'havia sigut breument director interí el 1923, entre en Gravalosa i el mateix Serra. Posteriorment, Lluís Lloansí i Marill i Joaquim Serra i Corominas, fill de Josep Serra, també dirigiren la cobla. El 1965, en morir, la portava el veteraníssim -havia entrat a la cobla el 1923- Pere Moner; el seu substitut en la direcció, el trombonista Àngel Blanch i Reynalt, també moriria quatre mesos més tard, a causa d'un accident de trànsit a Oleta (Conflent).
Alguns altres músics que tocaren a la cobla foren el trombonista i violinista Josep Capell (1951-1956), que també actuà de director musical; el trombonista i viola Tomàs Sanmartín i Ramon (1945-1953); el compositor Tomàs Gil i Membrado, que el 1963 hi entrà com a trombonista, i que al 1967 en portava la direcció; el també compositor i tenora Josep Colomer i Ribera; breument, l'instrumentista de tible i tenora Narcís Juanola; el fiscornaire Sebastià Duran Vehí (1973-1976); els tenores Josep Roura (1957-1961) i Ramon Pla; i els tibles Francesc Elias i Prunera (1968-1976) i Jaume Chirivella i Arbonés (conegut per Xiribella) (1946-1965)
A partir del 1977, la formació continuà en actiu únicament com a orquestra de ball, fins al 1992.

## Enregistraments discogràfics
Al llarg de la història, la cobla Barcelona tingué un gran nombre d'enregistraments i, uns anys després de dissoldre's la cobla, amb l'aparició del casset hi hagué una florida de reedicions d'antics enregistraments de la cobla, la majoria en col·leccions econòmiques. El Catàleg Col·lectiu de les Universitats de Catalunya ressenya més de 330 referències d'enregistraments de la Cobla Barcelona, en tota mena de suports, i amb tiratges per a algun disc de 100.000 unitats segons publicà
la premsa del 1963.
De les moltes gravacions de la cobla, per la seva qualitat se n'ha destacat la sèrie d'enregistraments que, amb el nom "Discoteca Popular Catalana", es van fer per a l'"Obra Almogàvers" a partir del 1956; amb Josep Coll com a tenora solista i sota la direcció de Joaquim Serra, van aparèixer en sis EP i 4 discos de 25 cm Entre 1965 i 1966, Edigsa va publicar la col·lecció "Disc d'or de la sardana" en 3 LPs, amb Ramon Pla com a tenora solista, i amb direcció i assessorament musical d'Antoni Ros-Marbà.